# Haubert
 (août 2019).
Si vous disposez d'ouvrages ou d'articles de référence ou si vous connaissez des sites web de qualité traitant du thème abordé ici, merci de compléter l'article en donnant les références utiles à sa vérifiabilité et en les liant à la section « Notes et références ».

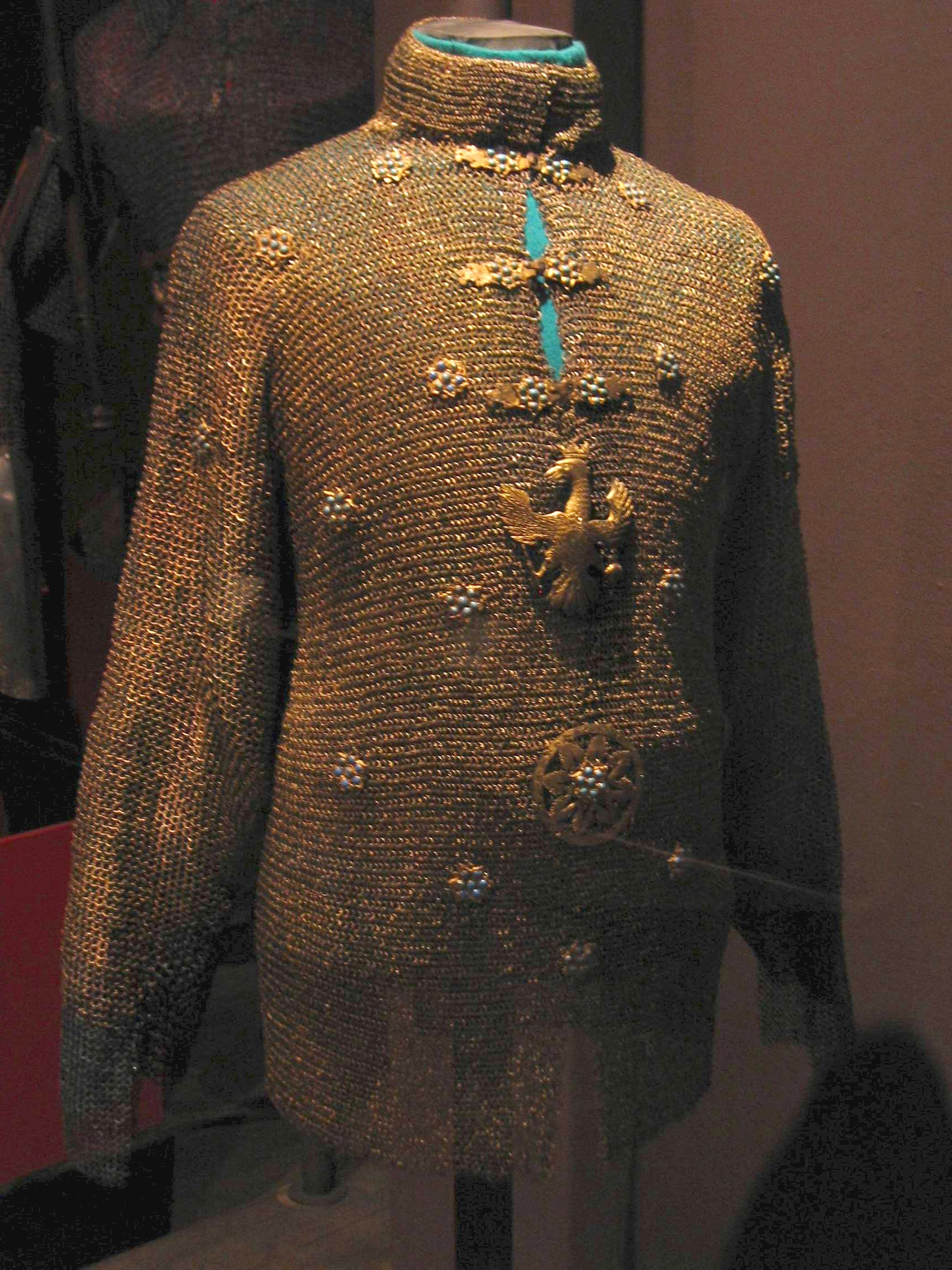
Haubert de parade du roi Jean II Casimir, XVIIe siècle.

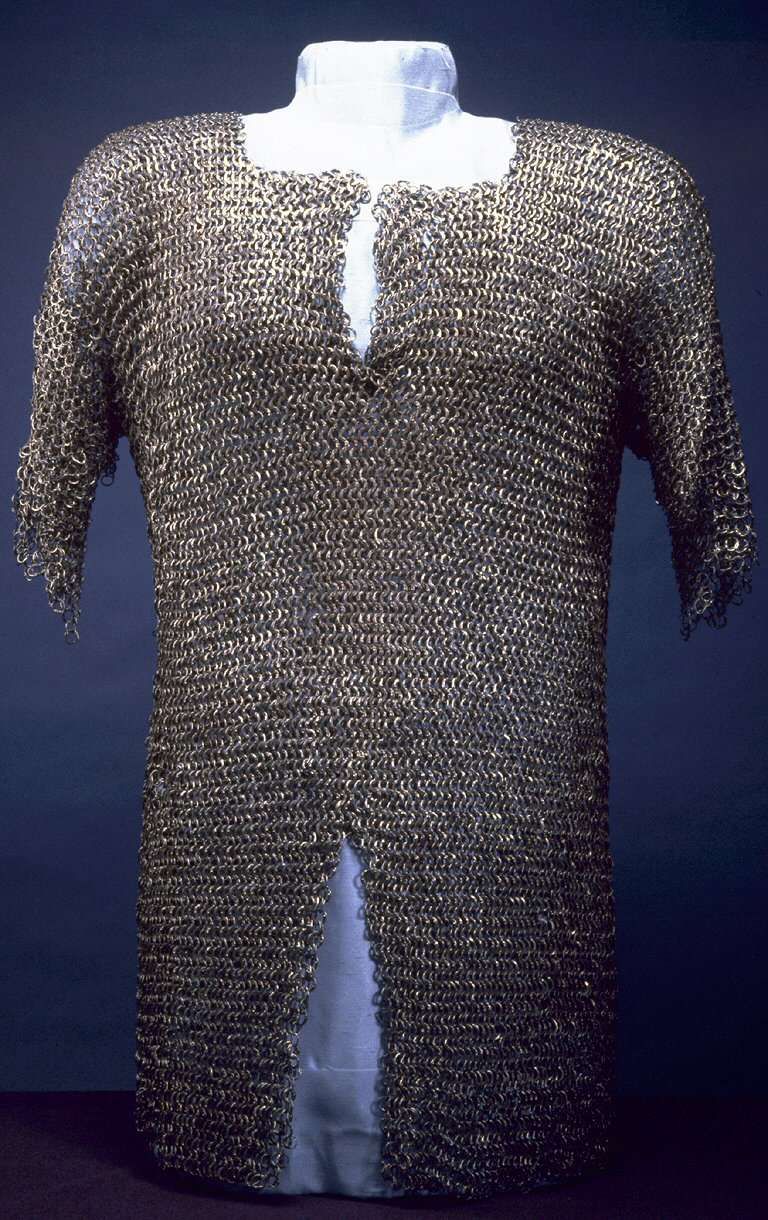
Haubergeon, Italie, XVe siècle.

Un haubert est un type de robe masculine médiévale ou, du point de vue de l'armement, c'est cette même robe réalisée dans un tissu de mailles annulaire (voir Cotte de mailles annulaire et Cotte de mailles) et destinée à la protection corporelle. Les cottes de mailles semblables à celles-ci existaient depuis l'Antiquité, utilisées par les Romains ou les Grecs.
Par sa réalisation en « mailles annulaires », ce harnois est souple, contrairement à de nombreuses broignes et aux armures. Il n'est cependant pas exclu que quelques hauberts fussent réalisés en mailles jazeran (jaseran), quoique ce fut sans doute extrêmement rare. Le haubert est un objet datant du Moyen Âge.

## Définition duXVIIesiècle
« Haubert, m. acut. C'est proprement une cotte de mailles à manches et gorgerin, au 2. livre d'Amadis: Neantmoins Amadis se releva de grande legereté encore qu'il luy fust demeuré un tronçon de lance dedans la manche de son haubert, et au premier livre; Amadis l'attaignit, et luy donna un coup du bout de l'epée, de laquelle il luy fendit le haubert tout le long des reins. On l'appelle aussi Haubergeon en diminutif Au Calendrier, Nous vestons le haubergeon d'humilité contre orgueil. Les anciens hommes d'armes François de trois cens ans en sus, n'usoyent communément de haulsecol, braçals ne cuyssols, couvrant le haubert ces endroicts du corps sur lequel ils portoyent la cotte d'armes de fer à lambeaux en la fauldiere, l'escu pendant du col en escharpe, greves et souliers de lames d'acier, et gantelets pour toutes armes defensives, ainsi qu'on peut veoir és anciens sepulchres dudit temps. Jehan le Maire au livre. 1. chap. 22. des Illustrations: Si commanda generalement à tous de prendre tels harnois qu'ils trouveroyent de prime face. Si comme vieux laques enflez de coton, hauberts de doubles mailles, et lasserans rouillez, etc. Aujourd'hui l'homme d'armes porte le corps de cuyrasse au lieu desdits haubert et cotte d'armes, le haulsecol, braçals, et cuissots au lieu du gorgerin, manches et tassettes d'iceluy haulbert, voyez Fief de Haubert. »

— Jean Nicot, Thresor de la langue françoyse, 1606

## Historique

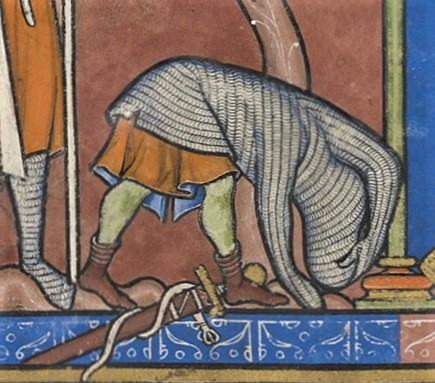
David quittant son armure. Bible de Maciejowski (XII), 28r.

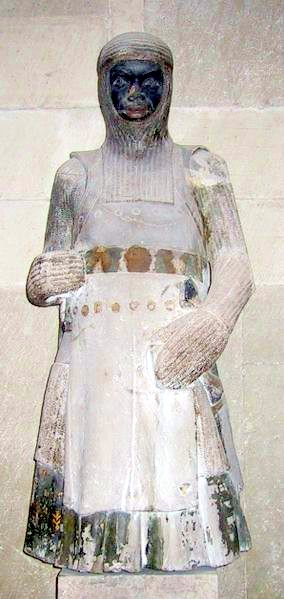
Statue de Saint Maurice à la cathédrale de Magdebourg (Allemagne), milieu du XIIIe siècle.

La maille annulaire est connue en Europe orientale et au Proche-Orient depuis l'Antiquité. Le travail de cette maille, appelé Haubergerie, est constaté dès l'Antiquité sur les bas-reliefs de la colonne Trajane et dans les fouilles de quelques cimetières gallo-romains, et existe sans discontinuer jusqu'au Moyen Âge tardif (malgré un recul, comme toutes les industries et le commerce, après le délitement de l'Empire Romain d'Occident). Si l'Empire Carolingien lui préfère la Broigne, la Maille reste présente sur le territoire de l'empire et reste une référence dans le reste de l'Europe ; elle redevient la référence principale des corps armés à partir du XIe siècle . 
Le plus grand développement de cette industrie en Europe est contemporain du XIIe et XIIIe siècle, c'est-à-dire de l'époque où l'homme d'armes adopte le grand haubert et le surplus du vêtement qui enveloppe dans un tissu de maille le corps tout entier.
Il a longtemps été dit que les croisades avaient permis de réimporter la cotte de mailles en Occident ; on sait aujourd'hui, avec l'étude des sources notamment orientales, qu'elle était déjà présente, dès la première croisade, en abondance dans les deux camps, et considérée comme Franque par les Arabes .
La forme des robes (haubert) déjà utilisée pour des broignes[réf. nécessaire] fut reprise pour construire des « hauberts de mailles ». Le sens du mot haubert varia petit à petit pour se spécialiser en tant que robe de mailles annulaire.
Un fief de haubert (feodum loricae) est un fief appartenant à un chevalier, en Bretagne et en Normandie. Le détenteur de ce type de fief était soumis à l'origine de l'institution féodale d'être fait chevalier à l'âge de 21 ans ou au moment d'hériter de ce type de fief. Il devait se faire armer chevalier, avec cheval et épée et de servir à l'ost de son seigneur avec le haubert ou haubergeon, cotte de mailles qui était une sorte d'armure très onéreuse et que seuls les chevaliers pouvaient utiliser.
Le XIVe siècle vit la taille des vêtements, tant civils que militaires, diminuer. Le Haubert diminua donc de même et le « petit » haubert (Haubergeon), utilisé depuis au moins le Xe siècle, devint la règle.
Diex, que n'ai jou un haubergeon petit ! (Garin le Lorrain, 3ème chanson, XIIe siècle).
Le haubergeon est ce que l’on nomme une tunique ou « Cotte de mailles » à courtes manches ou sans manches, moins longue que le haubert. Ce vêtement qu'on observe en Italie dès le Xe siècle est, aux deux siècles suivants, contemporain de la broigne. Il devient, au XIVe siècle, avec le costume de guerre raccourci, d'un usage très fréquent, non seulement dans la chevalerie, mais parmi les gens de pied, écuyers, archers, coustillers et sergents d'armes. Plus tard il prend le nom de jaque  et demeure jusqu'au XVIe siècle, avec ou sans les plates, une pièce de l'armure défensive.
Les documents anciens (Reg. d'Étienne Boileau, p. 66, 1260) font connaître les distinctions admises dans l'haubergerie, qui se divisaient en maille plaquée ou seulement rapprochée et clouée, dont la rivure en saillie est en maille qualifiée de haute clouure, disposition dans laquelle excellaient particulièrement les haubergiers de Chambly (Oise), appelé longtemps Chambly le Hautberger (Topographie de Mérian, 1655). Du XIIIe au XVe siècle, on signale encore parmi les lieux de fabrication Paris, Bayeux, Coutances, Cambrai, la Lombardie, qui fabriquait de la maille plus fine que celle de France, l'Allemagne et la ville de Beschene en Perse (Jos. Barbaro, Viaggo in Persia, p. 98, 1487), (Stat. des haubergiers de Paris, Ordonn., t. IX, p. 205, 1407).

## Forme
La forme du haubert est celle d’une robe, en général à manches longues, s’enfilant par le col.
Afin de permettre la monte à cheval, les hauberts étaient en général fendus sur le devant ou sur le côté.
La forme exacte (taille, largeur des manches, emplacement et longueur des fentes, etc.) a varié au cours du temps, et suivant l’origine géographique.
Le musée d'art de Cleveland donne plusieurs exemples de hauberts et haubergeons.

## Polémique sur les premiers hauberts

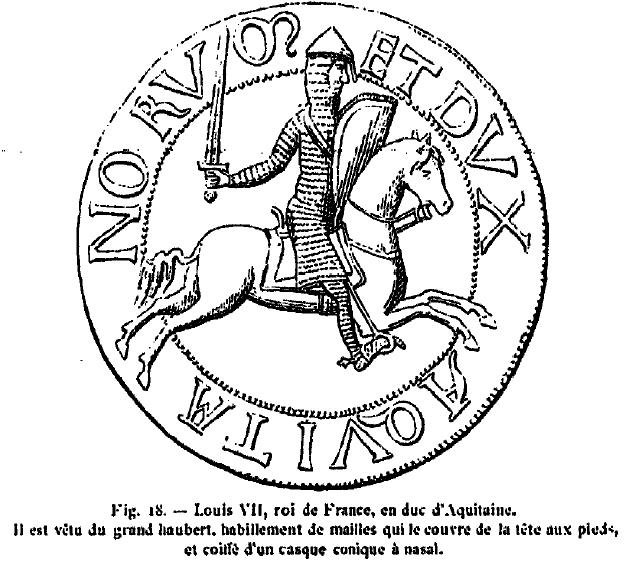
Contre sceau de Louis VII le Jeune (1137-1180) en 1141.

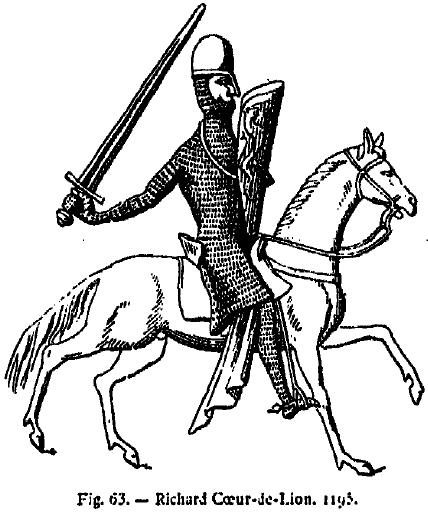
Sceau de Richard Cœur de Lion en 1195.

Les premiers hauberts furent réalisés en mailles normandes (variante des mailles annulaires). Il existe une polémique sur leur date de création.
Une école fait dater les premiers hauberts du début ou milieu du XIe siècle.
Lors de leurs pèlerinages à Jérusalem, des chevaliers normands se sont arrêtés et ont fait souche dans le sud de l'Italie. À cette époque, l’Italie méridionale (Longobardie, Sicile) était en partie sous domination grecque, en partie sous domination musulmane. Ces combattants participèrent aux guerres locales et finirent par conquérir des territoires notables, qui furent à l’origine du royaume normand de Sicile. Cependant, ils maintinrent des liens constants avec leur famille restée en Normandie. Selon cette école, les premiers hauberts ont eu comme origine ces liens entre la Normandie et l’Italie arabo-byzantine.
Une autre école fait dater les premiers hauberts du XIIe siècle. Selon cette école les combattants au retour de la première croisade, ont ramené la maille annulaire dans leurs bagages.
Les deux écoles prennent comme preuves des documents graphiques comme la tapisserie de Bayeux, des fragments de mailles trouvés à différents endroits (dont la bataille d'Hastings), ou la mention dans des documents écrits. Malheureusement, les documents graphiques sont peu détaillés et ne sont pas probants (la même image pouvant être interprétée comme une broigne ou un haubert). Les fragments de mailles recueillis sont rarement authentifiés en âge et origine (multiples batailles, camps ou réunions au même endroit au cours du temps, imprécision des lieux des combats, erreurs humaines et même trucages). Même les documents ne sont pas très probants : d’une part il est parfois malaisé de savoir si la défense traitée est réellement une cotte de mailles annulaire, car les termes de descriptions n’étaient pas encore fixés, d’autre part la manière même dont on en parle prête à confusion. Cette défense si extraordinaire que l’on prenne la peine de la mentionner est-elle une importation unique et exotique, ou une réalisation locale réellement destinée au combat ?
La seule chose sur laquelle tout le monde s’accorde de nos jours est que les anciennes théories attribuant aux invasions « vikings » la réintroduction des cottes de mailles annulaire est définitivement invalidée.